# Majoránnaolaj

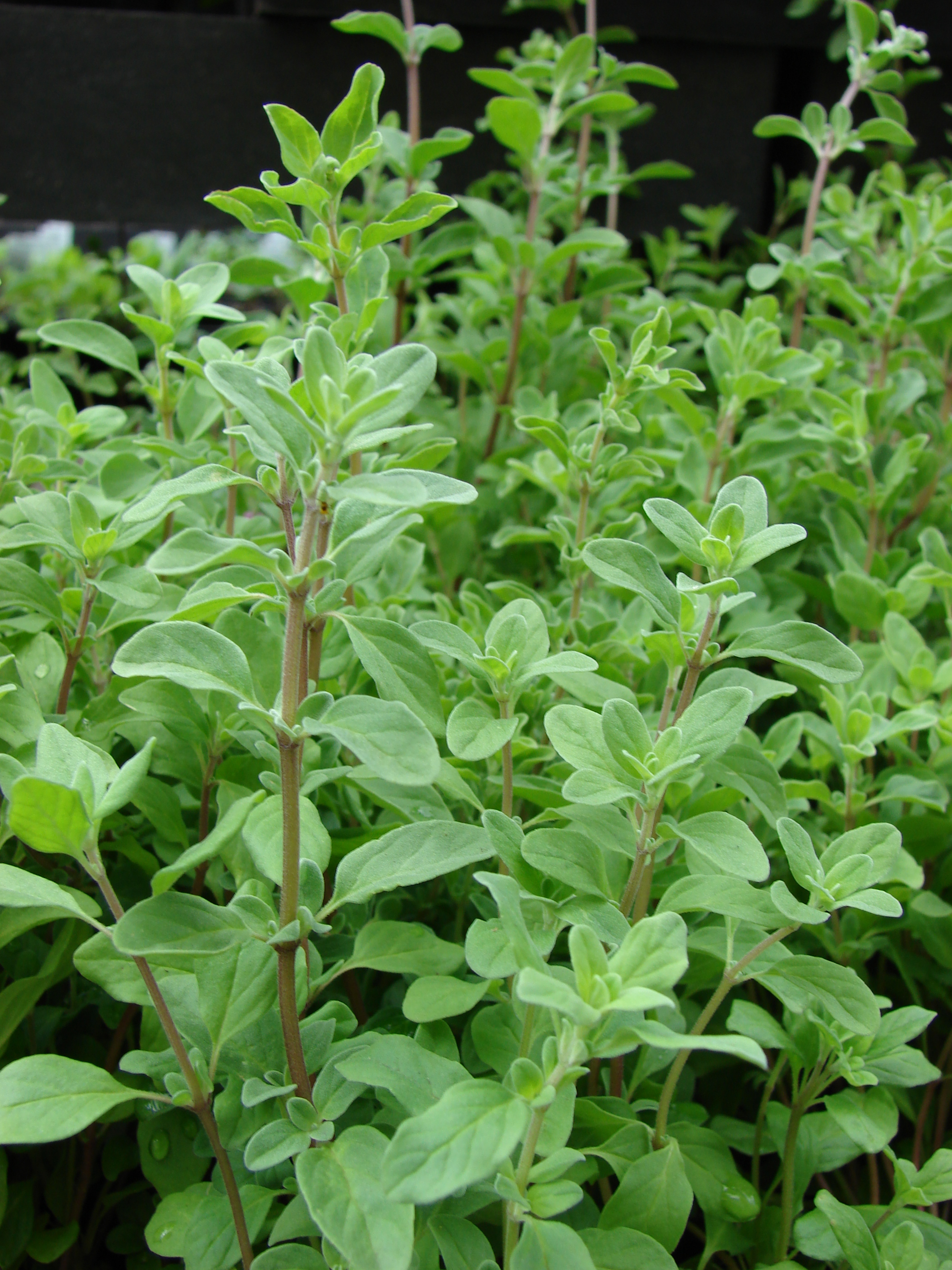
Majoránna (Origanum majorana)

A majoránnaolaj a majoránna (Origanum majorana, más néven Majorana hortensis) illóolaja. Általában desztillációval vagy préseléssel nyerik ki a növény föld feletti részeiből. A legtöbb illóolajat a növény rügyei és virágai tartalmazzák, ennél kevesebb van a leveleiben, míg a növény szára csak nyomokban tartalmaz olajat. A majoránnaolaj színe sárga vagy zöldessárga, szaga pedig fűszeres, kardamomhoz hasonlatos. Összetételét tekintve többféle vegyületből álló keverék, amelyben leginkább terpének és terpenoidok fordulnak elő.
A majoránnaolajat felhasználják az élelmiszeriparban, az illatszeriparban, a kozmetikai iparban és a gyógyászatban.
Laboratóriumi körülmények között jellemzően mérsékelt hatékonyságú baktériumellenes, valamint változó hatékonyságú gombaellenes és antioxidáns hatásáról számoltak be.
Egyes források szerint a kereskedelmi forgalomban kapható majoránnaolajoknak az Origanum majorana mellett a Thymus mastichina is lehet forrása.

## Tulajdonságai
A Food Chemicals Codex 9. kiadása szerint az Origanum majorana illóolaja sárga vagy zöldessárga, olajszerű folyadék. Fűszeres, kardamomhoz hasonló illata van. A legtöbb természetes eredetű olajban oldódik, valamint az ásványi olajokban is. Propilénglikolban csak részlegesen oldódik, glicerinben pedig oldhatatlan.

## Összetétele
A majoránnaolaj kémiai jellemzői nagyfokú eltérést mutathatnak az adott kemotípustól függően. A kemotípusok számát és elterjedtségét tekintve nincs egyetértés a szakirodalomban. Előfordul, hogy a domináns, túlnyomórészt szabinént vagy annak származékait tartalmazó kemotípus mellett az α-terpineol bőségét felmutató kemotípust, valamint a kettő között elhelyezkedő, szabinén és α-terpineol nagy arányát jelző kemotípust nevezik meg főbb tényezőknek. Más esetekben a főleg terpinén-4-olt tartalmazó fajtát állapítják meg legelterjedtebbnek, és az ettől eltérő, főként timolt és karvakrolt tartalmazó kemotípust jelölik kisebb jelentőségűnek.
A legtöbb kutatás egyezik abban, hogy a növény illóolajában a terpinénszármazékokat és a szabinénszármazékokat adják meg fő összetevőként. Azonban egyes vizsgálatok szerint a terpinénszármazékok csoportjának jelentős része (pl. a terpinén-4-ol) csak utólagosan, vízgőz-desztilláció során képződik, ezért ezek nem tekinthetők a növényre jellemző, eredendő anyagoknak.

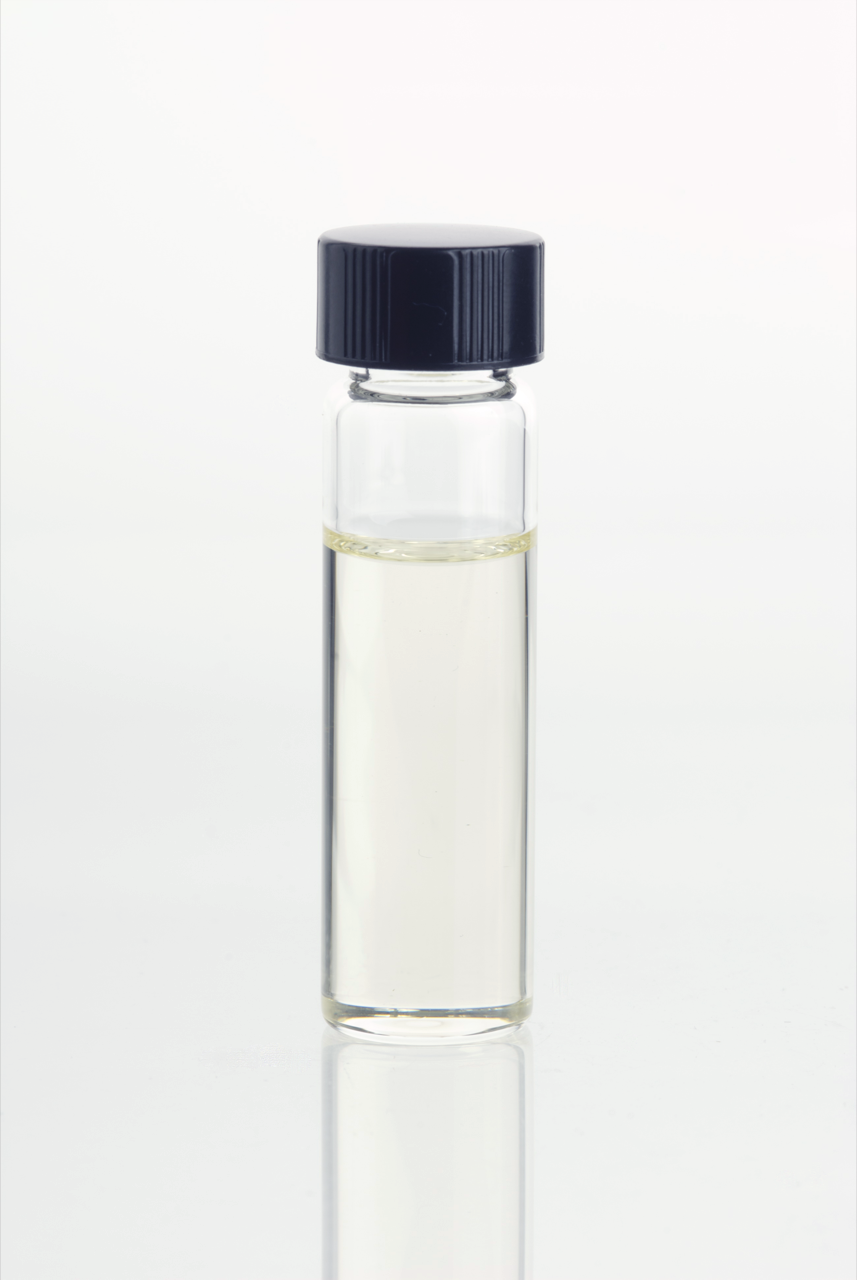
Majoránnából nyert illóolaj

| származási hely               | növényi rész                   | populáció jellege | műszeres analízis típusa | a kinyert olaj főbb összetevői |
| ----------------------------- | ------------------------------ | ----------------- | ------------------------ | --- |
| Albánia                       | nincs adat                     | nincs adat        | GC-FID + GC-MS           | terpinén-4-ol (21,33%), transz-szabinén-hidrát (15,53%), γ-terpinén (14,00%), α-terpinén (8,88%), szabinén (8,27%), cisz-szabinén-hidrát (3,80%), α-terpineol (3,26%), terpinolén (3,20%)                                 |
| Egyiptom (Bani Szuvajf)       | szárított levelek              | termesztett       | GC-MS                    | γ-terpinén (23,20%), α-terpinén (19,71%), terpinén-4-ol (12,64%), α-terpinolén (6,76%), szabinén-hidrát (6,56%), p-cimén (5,81%), α-fellandrén (5,43%), limonén (5,40%)                                                   |
| Franciaország (Réunion)       | friss növényi részek           | termesztett       | GC-FID + GC-MS + GC-FTIR | terpinén-4-ol (38,40%), cisz-szabinén-hidrát (14,95%), p-cimén (7,01%), γ-terpinén (6,89%), szabinén (4,94%), α-terpineol (4,88%), transz-szabinén-hidrát (3,49%)                                                         |
| Görögország (Attika)          | szárított növényi részek       | vadon termő       | GC-MS                    | karvakrol (45,1%), terpinén-4-ol (9,4%), γ-terpinén (9,3%), p-cimén (5,8%), linalool (5,6%), α-terpinén (5,4%) |
| Görögország (Halki)           | szárított növényi részek       | vadon termő       | GC-FID + GC-MS           | terpinén-4-ol (37,10%), p-cimén (12,05%), α-terpineol (7,15%), karvakrol (3,60%) |
| India (Purara)                | friss, virágzó növényi részek  | termesztett       | GC-FID + GC-MS           | cisz-szabinén-hidrát (37,05%), terpinén-4-ol (15,36%), γ-terpinén (8,66%), szabinén (7,64%), transz-szabinén-hidrát (6,97%), α-terpinén (5,85%), α-terpineol (3,68%)                                                      |
| Irán                          | szárított növényi részek       | nincs adat        | GC-MS                    | terpinén-4-ol (32,69%), γ-terpinén (12,88%), transz-szabinén-hidrát (8,47%), α-terpinén (7,98%), szabinén (6,21%), α-terpineol (5,25%), α-terpinolén (3,36%)                                                              |
| Kuba (Güira de Melena)        | friss, virágzó növényi részek  | termesztett       | GC-MS                    | terpinén-4-ol (17,67%), linalool (16,41%), timol (11,55%), γ-terpinén (8,34%), p-cimén (4,98%), p-pinén (4,60%), kámfor (3,43%), α-terpinén (3,32%), biciklogermakrén (3,27%), α-terpineol (3,19%), p-kariofillén (3,11%) |
| Lengyelország (Kębłów)        | nincs adat                     | nincs adat        | GC-FID + GC-MS           | linalool (24,88%), transz-szabinén-hidrát-acetát (12,76%), terpinén-4-ol (10,06%), szabinén (7,92%), γ-terpinén (7,27%), α-terpinén (6,10%), cisz-szabinén-hidrát (5,42%)                                                 |
| Magyarország (Kalocsa)        | szárított növényi részek       | nincs adat        | GC-FID + GC-MS           | terpinén-4-ol (30,3%), γ-terpinén (14,0%), linalool (12,1%), p-cimol (9,8%), α-pinén (5,9%), kamfén (5,8%), α-terpineol (4,4%), α-terpinén (3,2%)                                                                         |
| Marokkó (Taounate tartomány)  | friss, föld feletti részek     | vadon termő       | GC-MS                    | (−)-terpinén-4-ol (29,11%), transz-4-tujanol (24,57%), p-cimén (12,64%), α-terpineol (9,05%), E-β-terpineol (5,45%) |
| Németország (Erlangen)        | nincs adat                     | termesztett       | GC-FID + GC-MS + NMR     | terpinén-4-ol (23,5%), cisz-szabinén-hidrát (21,1%), γ-terpinén (11,4%), α-terpinén (7,3%), szabinén (5,6%), transz-szabinén-hidrát (4,25%), α-terpineol (3,7%), linalil-acetát (3,3%)                                    |
| Románia (Neamț megye)         | friss, föld feletti részek     | termesztett       | GC-FID + GC-MS           | terpinén-4-ol (23,52%), szabinén (12,59%), terpinolén (8,72%), linalool (5,94%), β-tujén (4,60%), fellandrén (4,35%), α-terpineol (4,30%)                                                                                 |
| Törökország (Alanya környéke) | szárított virágzat             | vadon termő       | GC-FID + LSC             | karvakrol (65,1%), linalool (14,1%), p-cimén (4,5%), timol (3,9%), γ-terpinén (3,1%) |
| Tunézia (Soliman)             | szárított, föld feletti részek | termesztett       | GC-FID + GC-MS           | terpinén-4-ol (31,25%), cisz-szabinén-hidrát (24,24%), transz-szabinén-hidrát (7,35%), geranil-acetát (6,33%), γ-terpinén (5,04%), linalil-acetát (4,07%)                                                                 |
| Venezuela (Apartaderos)       | friss levelek                  | vadon termő       | GC-FID + GC-MS           | cisz-szabinén-hidrát (30,2%), terpinén-4-ol (28,8%), γ-terpinén (7,2%), α-terpineol (6,9%), transz-szabinén-hidrát (4,4%), linalool-acetát (3,9%), α-terpinén (3,6%)                                                      |

## Felhasználása
A majoránnaolajat az élelmiszeripar területén adalékanyagként, fűszerként, tartósítószerként használják fel különböző termékekben, pl. pékárukban, süteményekben, ételízesítőkben, levesekben, mártásokban, illetve feldolgozott zöldségek és nassolnivalók esetén.
Illatszerek, szappanok, mosószerek előállításához, valamint gombaölő és rovarölő célzattal is alkalmazzák.
A népi gyógyászatban különféle betegségek kezelésére használják.

## Farmakológiai hatásai
A majoránna illóolajának baktériumellenes hatásával több kutatásban is foglalkoztak. A kísérletek során mérsékelt, közepes, illetve jelentős antibakteriális hatást mértek. Kísérleti körülmények között a biofilmképződést és a lokális denzitásérzékelést gátló hatásáról is beszámoltak.
Gombafajok elleni aktivitásával szintén foglalkozott több publikáció is, melyekben mérsékelt, közepes, illetve jelentős antifungális hatást mértek laboratóriumi körülmények között.
Mivel az illóolajok vízben csak elenyésző mértékben oldódnak, illetve bomlásra, átalakulásra hajlamosak, és emellett még az illékonyságukkal is számolni kell, ezért nehéz őket hatékonyan alkalmazni bizonyos antimikrobiális célokra, pl. felületek kezelésére. Az egyik módszer a hatékonyságuk növelésére, illetve az előbb említett hátrányok leküzdésére a nano-beágyazás lehet, melynek eléréséhez gyakran dendrimereket használnak. Ilyen stratégiát választottak az egyik majoránnaolajjal foglalkozó kutatásban is, melynek során PAMAM G4.0-ba ágyazták az illóaolaj részecskéit, majd ennek a keveréknek a Phytophthora infestans gombafajra gyakorolt hatását vizsgálták. Az elvégzett kísérletek jelentős növekedést mutattak a dendrimerbe ágyazott olaj gombaellenes hatását tekintve. A kísérleteket külön-külön is elvégezték csak PAMAM G4.0-t és csak majoránnaolajat önmagukban alkalmazva a gomba ellen, de ekkor gyengébb hatást mértek.
A majoránnából nyert illóolaj antioxidáns hatás tekintetében mérsékelt, közepes, illetve erős jelleget mutatott.